# Stefan Šćepović
Stefan Šćepović (* 10. ledna 1990 Bělehrad) je srbský fotbalista.

## Klubová kariéra
S kariérou začal v OFK Bělehrad v roce 2008. Mimo Srbsko působil na klubové úrovni v Itálii‎, Belgii‎, Izraeli‎, Španělsku‎, Skotsku, Maďarsku, Polsku‎ a Japonsku.

## Reprezentační kariéra
Šćepović odehrál za srbský národní tým v letech 2012–2014 celkem 8 reprezentačních utkání.

## Statistiky
| Srbsko | Srbsko | Srbsko |
| Roky   | Záp.   | Góly   |
| ------ | ------ | ------ |
| 2012   | 4      | 0      |
| 2013   | 3      | 1      |
| 2014   | 1      | 0      |
| Celkem | 8      | 1      |

## Úspěchy

### Klubové
FK Partizan
- Srbská SuperLiga: 2012/13

Celtic FC
- Scottish Premiership: 2014/15, 2015/16

Fehérvár FC
- Nemzeti bajnokság I: 2017/18